# مومج (أبرشيوة)
مومج (بالفارسية: مومج) هي مستوطنة تقع في إيران في قسم أبرشيوة الريفي. يقدر عدد سكانها بـ 242 نسمة .